# 데라코야

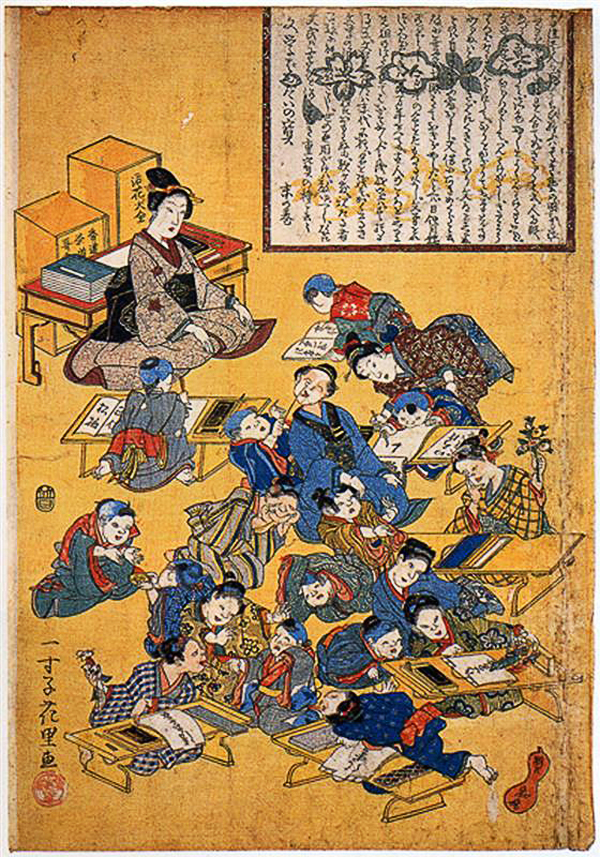
데라코야의 모습

데라코야(일본어: 寺子屋, 영어: Terakoya)란 일본 에도 시대의 초등교육기관 구실을 하던 곳이다.

## 역사
데라코야의 기원은 일본 중세의 절에서 이루어지던 교육까지 거슬러올라가나, 에도 시대에 들어 본격적으로 발전을 보았다. 에도 시대에는 상공업의 발달과 더불어 문서 문화의 발달때문에 실무적 목적에서 글을 배워 익힐 필요가 있었기 때문이다. 우선 대도회지인 에도와 교토를 중심으로 데라코야가 보급되기 시작했고, 간세이 년간(1690년대)무렵에는 점차 농어촌까지 확대되어 에도 시대 후기에는 괄목할만한 보급률을 보였다. 경영 양식도 보다 전문적으로 바뀌었다.
데라코야 교사는 불교 승려, 신토의 신관, 의사, 무사, 낭인, 서예가, 상인 등으로 매우 다양했으며, 중세 일본의 고등교육기관인 아시카가 학교처럼 데라코야 교사를 양성하는 전문학교까지 있었다. 또한, 오늘날 학원과는 달리 데라코야의 교사는 일시직이 아니라 종신직인 경우도 많았다. 데라코야의 학생을 후데코[筆子]라고 하는데 스승이 사망한 경우 후데코가 돈을 모아 스승의 묘를 짓는 일도 드물지 않았다(그런 묘를 후데코 무덤이라고 부르며, 도쿄 인근인 지바 현 소보 반도만도 3350개를 넘는 후데코 무덤이 있다).
데라코야에서는 읽기(독서), 쓰기(습자), 셈하기(산수) 등의 기초 실무지식뿐 아니라, 지리, 인명, 편지 작성법 등 실생활에 필요한 지식이 종합적으로 교수되었다. 교육은 처음에 숫자를 익히는 것에서 출발하였고, 그 다음에는 문자 습득이 주가 되었고, 실무지식, 기술 순으로 진행되었다.
데라코야란 이름은 주로 가미가타(교토를 중심으로한 문화권)에서 쓰였고, 에도를 중심으로한 간토 지역에서는 데나라이지난쇼(手習指南所) 또는 데아토지난(手跡指南) 등으로 불렀다.
막부 말기에 일본 내외의 긴장이 고조되자 떠돌이 무사(낭인)들이 재취업률이 높아졌고, 상인 출신 교사 비율도 높아졌으나, 또한 국학의 발흥으로 일본 고전을 가르치는 데라코야가 늘어나는 등, 조금씩 변화를 보였다.
메이지 유신 이후 1872년 무렵 일본에 근대 교육에 의한 학제가 생기자 데라코야는 차츰 쇠퇴해 갔다.

## 같이 보기
- 에도 시대
- 서당

- 서당